# Sahline
Koordinaten: 35° 45′ N, 10° 43′ O
Sahline (arabisch الساحلين, DMG as-Sāḥilīn) ist eine Stadt im tunesischen Sahel.
Der Name der Stadt kommt aus dem Arabischen, bedeutet "zwei Küsten" und bezieht sich auf die Lage an zwei Buchten.
Die Stadt gehört zum Gouvernement Monastir und hatte im Jahr 2006 21.799 Einwohner. Im Jahr 2004 wurde die Stadt Moôtmar eingemeindet. Sahline nennt sich nunmehr Sahline Moôtmar. Die Stadt ist zwei Kilometer vom Meer entfernt und lebt vom Tourismus.
Sie ist über die Schmalspurbahn Métro du Sahel mit den Städten Sousse im Nordwesten und Monastir im Südosten verbunden.

## Weblinks

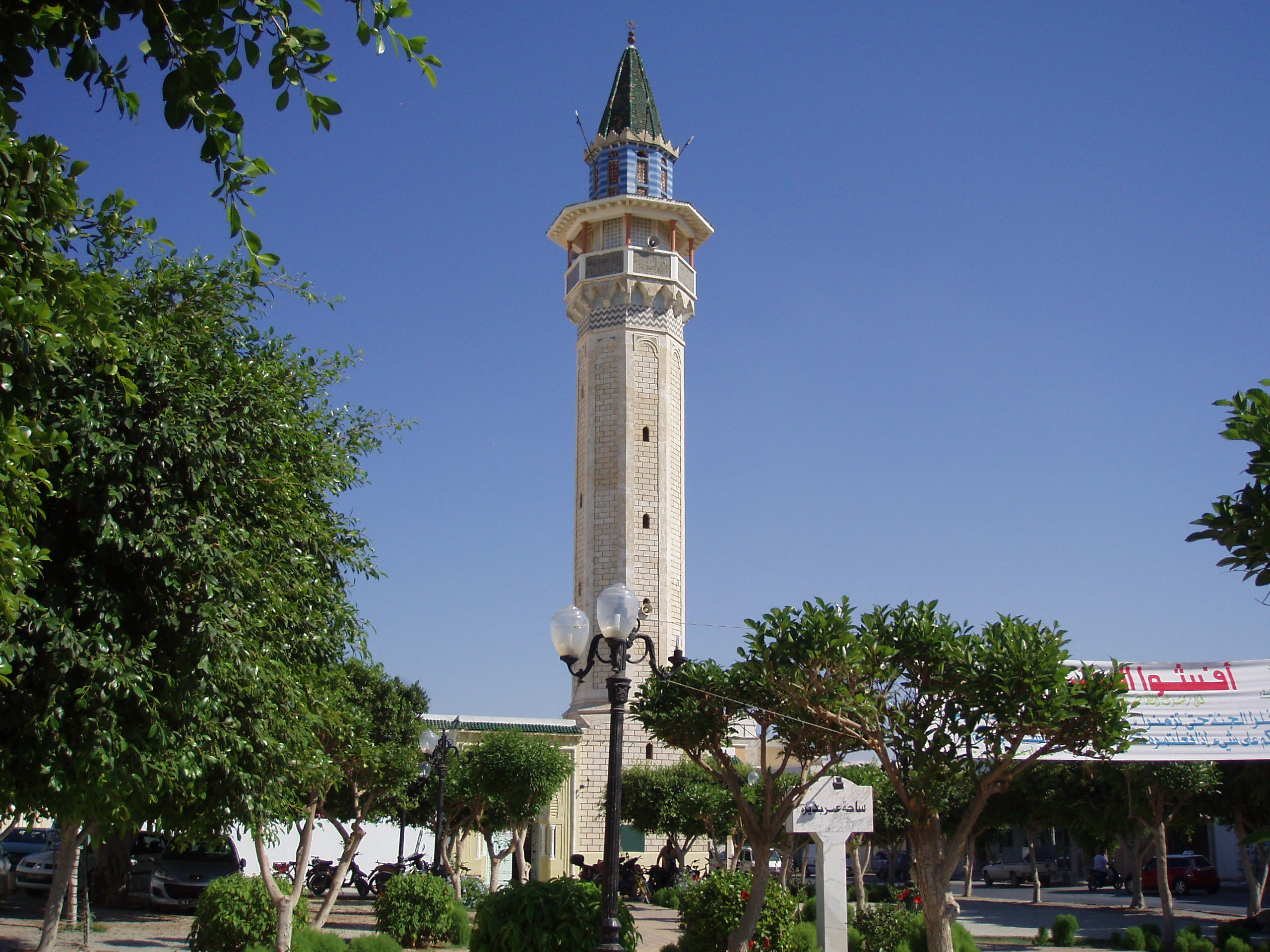
Moschee in Sahline